# Triton Island (Canada)
Triton Island is een eiland van 25 km² dat deel uitmaakt van de Canadese provincie Newfoundland en Labrador. Triton Island is een van de vele eilanden in Notre Dame Bay, aan de noordkust van Newfoundland en ten zuidoosten van het schiereiland Baie Verte. Het zuidelijkste punt van Triton Island ligt iets meer dan een kilometer ten noorden van het hoofdeiland Newfoundland. 

## Geografie
Centraal op het eiland ligt Triton, een gemeente die 896 inwoners (2021) telt en een oppervlakte van 7,54 km² heeft. De gemeente bestaat uit drie dorpen, namelijk Triton West, Jim's Cove en Card's Harbour.
In het uiterste noordwesten van Triton Island ligt daarenboven het zuidelijke gedeelte (1,25 km²) van het grondgebied van Brighton. De overige 65% van het eiland is gemeentevrij gebied.

## Bereikbaarheid
Triton Island is via Route 380 verbonden met Pilley's Island. In het zuidwesten, langs waar de provinciale weg loopt, liggen beide eilanden minder dan 150 meter uit elkaar. Doordat Pilley's Island op zijn beurt via Route 380 met Newfoundland verbonden is, valt Triton Island makkelijk via de weg te bereiken. Daarenboven is er in het uiterste noordwesten een wegverbinding met Brighton Tickle Island, dat eveneens op minder dan 150 meter van Triton Island ligt.